# Стратегия национальной безопасности США
«Стратегия национальной безопасности США» (англ. The National Security Strategy (NSS)) — документ, подготавливаемый исполнительной ветвью власти США один раз в несколько лет для Конгресса США, в котором излагаются основные проблемы в сфере национальной безопасности США и пути их решения. Более подробно положения СНБ раскрываются в документах государственных ведомств, таких как «Стратегия национальной обороны» (англ. National Defense Strategy) Министерства обороны.

## Приоритеты
На различных этапах исторического развития стратегия национальной безопасности США меняла свой облик. В годы Второй мировой войны задачей США была мобилизация усилий с целью нанесения поражения нацизму и японскому милитаризму. Во время холодной войны таковой являлась политика сдерживания. После окончания холодной войны сформулировать стратегию было сложно, так как согласия по поводу определения угрозы национальным интересам США не существовало. В итоге внимание устремилось в сторону многостороннего развития и взаимодействия, распространения демократии и рыночной экономики.
В течение многих десятилетий безопасность США имела два измерения: внешнее и внутреннее, которые обеспечивались различными способами. Внешняя составляющая безопасности обеспечивалась путём формирования международной обстановки за счёт влияния на глобальные процессы в сфере политики, экономики, в военной и культурной областях; внутренняя — в основном за счёт сил правопорядка и юридической системы.
События 11 сентября 2001 года резко актуализировали проблему безопасности в общественном мнении США. Теракты 11 сентября открыли новый этап развития стратегии национальной безопасности, в которой главной задачей США была декларирована борьба с терроризмом и оружием массового поражения. Эти задачи и пути их решения изложены в «доктрине Буша» — Стратегии национальной безопасности США 2002 и 2006 годов.

## 2002
Согласно «Стратегии национальной безопасности США» 2002 года:
- США не допустят достижения какой-либо страной военного паритета;
- США намерены применять военную силу первыми, чтобы предупредить враждебные действия, даже если нападение на США в данный момент не готовится или невозможно;
- США намерены оставаться единственным в мире государством, имеющим право на применение силы в отношении потенциальных угроз прежде, чем они полностью сформируются, и не позволят другим государствам использовать это как оправдание для собственной агрессии в отношении США.

По оценке военно-политического руководства США, события 11 сентября 2001 года продемонстрировали стирание границы между внутренним и внешним измерениями безопасности. Однако в связи с тем, что главной целью считается предотвращение террористических атак на американской территории, на первый план выдвигается задача обеспечения внутренней безопасности страны. Решить её предполагается путём борьбы с террористической угрозой внутри США и предотвращения угрозы терроризма из-за рубежа, поскольку «природа современного терроризма требует применения глобального подхода к предотвращению терактов».
Главной задачей борьбы с терроризмом в стратегии 2002 года декларировалось раздробление и уничтожение соответствующих международных организаций посредством нанесения ударов по их руководству, системам управления и связи, материального и финансового обеспечения. Эти удары призваны лишить террористов способности планировать и осуществлять свои акции. Для обеспечения безопасности США намерены предпринять усилия по изоляции боевиков в регионах мира, а затем и в отдельных государствах, которым они планируют оказывать помощь в создании военных, законодательных, политических и финансовых инструментов, необходимых для завершения задачи собственными силами.
Исходя из того, что «самой страшной угрозой» является «сплетение радикализма и современных технологий», особое внимание было уделено предотвращению угрозы применения противником оружия массового поражения против США, их союзников и друзей, так как «распространение химического, биологического и ядерного оружия, а также технологий производства средств их доставки позволяет даже слабым государствам и небольшим группам людей обрести чрезвычайную мощь для нанесения ударов по великим державам».
В документе отмечалось, что, имея целью остановить или предотвратить враждебные акции, особенно с применением ОМП, США должны быть готовы, при необходимости, действовать с упреждением, выбирая активную стратегию в борьбе с угрозами, чтобы «не позволить врагам нанести удар первыми». Для обеспечения упреждающих действий ставилась задача существенно повысить возможности разведывательных структур в целях получения своевременной и точной информации об угрозах, откуда бы они ни исходили; обеспечить тесное взаимодействие с союзниками в вопросах совместной оценки наиболее опасных угроз; продолжить реформирование вооружённых сил для придания им способности достигать решительного успеха за счёт проведения скоротечных боевых действий с применением высокоточного оружия.
Изменение характера угроз и потенциальных противников привело к выводу о том, что структура вооружённых сил США, ориентированная на сдерживание огромных армий периода «холодной войны», должна быть реформирована с целью предоставления президенту широкого спектра военных возможностей по пресечению агрессии и любой другой формы насилия против США, их союзников и друзей при одновременном поддержании готовности вооружённых сил реагировать на угрозы, которые могут возникнуть в ближайшей перспективе.
В связи с тем, что разведка была признана первой линией обороны от террористов и угроз, исходящих от враждебных государств, была поставлена задача реформировать имеющиеся разведывательные структуры и обеспечить их новыми возможностями, соответствующими характеру существующих и потенциальных угроз. 
Новая стратегия национальной безопасности, в частности, предусматривала: 
- расширение полномочий директора национальной разведки по управлению развитием и деятельностью национальных сил и средств внешней разведки;
- ввод в действие новой схемы разведывательного предупреждения, призванной обеспечить беспрепятственное и комплексное предупреждение по всему спектру угроз, с которыми сталкиваются США и их союзники;
- продолжение разработки новых методов добывания и сбора информации;
- организацию сбора разведданных о террористических угрозах с привлечением всех необходимых правительственных учреждений и проведением анализа информации, полученной из всех возможных источников.

## 2006
В Стратегии 2006 года была радикально изменена позиция США в отношении Российской Федерации. 
Если в 2002 году американская администрация отмечала некоторые положительные изменения, происходящие в России, и называла её союзником в борьбе с терроризмом, а в Стратегии 2002 года подчёркивалось, что США не смогут добиться значимых позитивных изменений без поддержки международных союзников и партнёров, то в документе 2006 года было выражено весьма скептическое отношение к развитию демократии в РФ и было указано, что США «должны быть готовы к тому, чтобы действовать самостоятельно в случае необходимости». В связи с этим департамент информации и печати МИД России заявил, что, очевидно, по мнению Белого дома, «главным критерием развития отношений США с зарубежными государствами будет соответствие или несоответствие поведения той или иной страны американскому пониманию демократии и потребностям борьбы с неугодными режимами, как это видится из Вашингтона».

## 2010
В «Стратегии национальной безопасности» 2010 года подчёркивалось, что США принадлежит глобальная роль в деле поддержания международного порядка, они будут стремиться распространять свои ценности в мире, но не готовы нести единоличную ответственность за поддержание международного мира — США намерены поддерживать международный порядок во взаимодействии со своими союзниками в Европе, Азии, Северной и Южной Америке, на Ближнем Востоке.
В качестве основных центров силы в мире рассматриваются Китай, Индия и Россия; региональные центры влияния — Бразилия, ЮАР, Индонезия. США намерены сотрудничать с Китаем, Индией и Россией на основе общих интересов.
Выдвинут тезис о необходимости уничтожения всего оружия массового поражения в мире (при том, что США располагают наиболее крупным арсеналом обычных вооружений). США выступают за укрепление режима нераспространения и ядерной безопасности, за сокращение ядерного арсенала; при этом ядерное оружие остаётся инструментом сдерживания.
Приоритетной является борьба против Аль-Каиды и других террористических группировок.
Поднимается вопрос о кибервойне как о новом вызове мировому порядку.

## 2015
Второй срок президента Барака Обамы был отмечен публикацией целого ряда документов, касающихся вопросов национальной безопасности США: «Стратегия национальной безопасности» (National Security Strategy) (2015), «Руководящие принципы оборонной стратегии» (Defense Strategic Guidance) (2012), «Четырёхлетний обзор оборонной политики» (Quadrennial Defense Review) (2014), «Национальная военная стратегия США» (The National Military Strategy of the USA) (2015).
В «Стратегии национальной безопасности» 2015 года основой национальной безопасности было названо укрепление экономического могущества США, основными вызовами — экстремизм, терроризм, агрессия России, климатические изменения, вспышки инфекционных заболеваний, киберпреступность.
Достижением в военной сфере было названо радикальное сокращение американских воинских контингентов в Ираке и Афганистане (со 180 тыс. в начале срока Обамы до 15 тыс. человек).
В качестве основных внешнеполитических целей США рассматривались:
- борьба с ИГИЛ, Аль-Каидой и другими группировками, устранение прямых угроз с их стороны и помощь другим странам в искоренении опасных идеологий и всего, что связано с терроризмом; защита ядерных материалов от попадания в руки террористов;
- укрепление существующих военно-политических альянсов, в первую очередь НАТО, поддержание отношений с традиционными союзниками: Японией, Южной Кореей, Австралией, Новой Зеландией, Филиппинами, Таиландом, Израилем;
- наращивание возможностей для прекращения конфликтов (особое беспокойство вызывают действия России (аннексия Крыма), КНДР, ситуация в Южно-Китайском и Восточно-Китайском морях); особое внимание — усилению потенциала ООН, реформам по совершенствованию миротворческой деятельности, оперативным возможностям региональных организаций;
- обеспечение нераспространения ядерного и других видов оружия массового уничтожения, укрепление ДНЯО, ДВЗЯО, Договора о прекращении производства расщепляющихся материалов; основные направления деятельности в этой связи — КНДР, химическое оружие в Ливии, Сирии, ядерное оружие в Иране;
- решение экологических проблем;
- обеспечение кибербезопасности;
- обеспечение безопасности в космосе, в воздухе, на море, борьба с пиратством, наркоторговлей;
- решающее воздействие на формирование мирового экономического порядка, реформирование ВТО, МВФ, Всемирного Банка, укрепление эффективности мировой финансовой системы.

Согласно документу, в случае, если стратегия сдерживания не сработает и возникнет угроза национальным интересам США, США будут готовы применить военную силу в одностороннем порядке в любой точке мира на множественных театрах военных действий. 
В документе констатировалось, что угроза террористических нападений снизилась, но по-прежнему существует. На международной арене США отходят от дорогостоящих и масштабных наземных войн, заменив их целенаправленными и точечными контртеррористическими операциями и коллективными действиями с ответственными партнёрами. США намерены работать над устранением условий, способствующих росту экстремизма (бедности, неравенства и репрессий).

## 2018
18 декабря 2017 года была обнародована очередная «Стратегия национальной безопасности США». Этот документ исходит из четырёх приоритетов внешней политики Дональда Трампа («защита родины, американцев и американского образа жизни», «обеспечение процветания Америки», «укрепление мира при помощи силы» и «распространение американского влияния»), которые позиционируют США не как глобальную сверхдержаву, а как мощное национальное государство, конкурирующее с другими государствами в рамках «игры с нулевой суммой».
Ключевое положение СНБ-2018 состоит в том, что конкуренция между великими державами, которая ранее считалась ушедшей в прошлое, вернулась. Америке противостоят Россия и Китай — «ревизионистские державы», которые бросают вызов процветанию США и стремятся подорвать их безопасность — они «намерены сделать экономику менее свободной и честной, нарастить свой военный потенциал, контролировать информацию и данные, репрессировать свои общества и распространять свое влияние». Одним из главных инструментов сдерживания противников США будет ядерное оружие, которое в документе названо «основой американской стратегии по сохранению мира и стабильности, отражению агрессии против США, их союзников и партнёров». Противостоять России США будут в том числе в киберпространстве. В начале декабря советник президента Трампа по национальной безопасности Герберт Реймонд Макмастер заявил, что Россия освоила «методы противоборства нового поколения» и «использует дезинформацию, пропаганду и кибератаки, чтобы разделить общества двух стран и натравить их друг на друга, создать кризис доверия».
Если Россию в документе обвиняют в попытках «изменить статус-кво в Грузии и на Украине», то КНР, по мысли авторов, пытается сделать то же самое в Юго-Восточной Азии. США будут поддерживать своих партнёров и союзников (Филиппины, Вьетнам и Малайзию) в территориальном споре с Китаем в акватории Южно-Китайского моря. КНР назван «стратегическим соперником» США.
Северная Корея в документе обозначена в качестве третьего противника США, занимающегося разработкой не только ядерного, но также химического и биологического оружия. Наибольшую угрозу представляет ракетное оружие — «это наиболее вероятное средство, при помощи которого страны вроде КНДР могут угрожать США». США «оставляют за собой право» применять против Северной Кореи все доступные меры.
В отличие от СНБ-2015, принятой при Бараке Обаме, где экологической теме уделялось едва ли не ключевое внимание, на этот раз американская администрация заявила о подходе к проблеме изменения климата, «основанном на балансе между требованиями энергобезопасности, экономического развития и защиты окружающей среды». Тем самым подчёркивается, что международные экологические соглашения не являются для США безусловным приоритетом по сравнению с нуждами экономики.
19 января 2018 года министерство обороны США обнародовало новую Стратегию национальной обороны США (National Defense Strategy). В этом документе было заявлено, что главной проблемой для национальной безопасности США впредь будет рассматриваться не терроризм, а стратегическое соперничество между государствами. Пятью главными угрозами американской безопасности в документе были названы четыре государства (Китай, Россия, КНДР, Иран) и продолжающаяся активность террористических группировок. Россия, в частности, обвиняется в том, что она нарушает границы соседних государств, блокирует их экономические и дипломатические инициативы, стремится к полному региональному доминированию, хочет разрушить НАТО и подстроить под себя европейскую и ближневосточную экономику и политику.
В феврале была обнародована новая ядерная стратегия США («Обзор ядерной политики» (Nuclear Posture Review)), сменившая доктрину 2010 года, принятую при администрации Барака Обамы. Из новой стратегии следует, что США ключевыми своими соперниками считают Россию и Китай. Для противостояния им США готовы вкладывать средства в новые системы вооружений, включая маломощную ядерную боеголовку для морских баллистических ракет Trident D5, и модернизацию старых программ, включая крылатые ракеты морского базирования Tomahawk в ядерном оснащении. В новой доктрине также указано, что США будут в целом активно модернизировать свою ядерную триаду (стратегическую авиацию, межконтинентальные баллистические ракеты и атомные подводные ракетоносцы) и будут координировать свою политику ядерного сдерживания России с Великобританией и Францией.
В январе 2019 года президент США Дональд Трамп представил обновленную стратегию развития американской системы ПРО. Помимо России среди соперников США в документе выделены Китай, КНДР и Иран.
В документе заявлено, что новейшие российские военные разработки «бросают вызов существующим оборонительным системам» США, что делает необходимой их существенную модернизацию с целью создания средств перехвата ракет противника «на всех стадиях полёта после запуска».
Как утверждается в документе, «Россия считает США и НАТО главной угрозой своим нынешним ревизионистским геополитическим амбициям», а также оказывает помощь другим противникам и соперникам США (поставки комплекса С-400 Китаю и С-300 Ирану, содействие развитию мобильной системы противовоздушной и противоракетной обороны КНДР).

## 2022
12 октября 2022 года США приняли и обнародовали новую стратегию по национальной безопасности, в которой определены и основные приоритеты и цели внешней политики и военного строительства США. Противниками в новой оборонной стратегии названы Россия и Китай.
В стратегии говорится, что США столкнулись с двумя стратегическими вызовами: конкуренцией между сверхдержавами после окончания холодной войны и транснациональными вызовами, которые варьируются от изменения климата до глобальных проблем здравоохранения. 
В документе говорится, что наиболее насущный стратегический вызов, стоящий перед США, исходит от государств, которые сочетают авторитарное управление с ревизионистской внешней политикой, выделяя Китай и Россию как представляющие особые, но разные вызовы.
Документ четко формулирует ценности и интересы США в новую эпоху потрясений и предлагает стратегию их защиты и продвижения. В нем рассматриваются вызовы Китая и угрозы России, не смешивая их, как это делалось в предыдущих стратегиях. Стратегия национальной безопасности рассматривает эти вызовы в контексте растущих транснациональных угроз, с которыми Соединенные Штаты не смогут справиться в одиночку.
Стратегия национальной безопасности на 2022 год построена вокруг трех пунктов:
1. Инвестиции в источники американской национальной мощи.
2. Мобилизация широкой коалиции наций для усиления коллективного влияния.
3. Формирование правил развития экономики 21 века, от технологий до киберпространства, торговли и экономики.

## Публикации по теме
- Конышев В. Н., Сергунин А. А. Стратегия национальной безопасности Б.Обамы: состоялось ли радикальное обновление? // Обозреватель — Observer. 2010, № 12 Архивная копия от 19 мая 2014 на Wayback Machine
- Конышев В. Н., Сергунин А. А. Стратегия национальной безопасности Барака Обамы: старое вино в новых мехах? // США-Канада: экономика, политика, культура. 2011, № 1.
- Половинкин В.Н., Фомичёв А.Б. Размышления о военной науке. — СПб.: АИР. 2016. 808 с.